# Phlyctocythere
Phlyctocythere är ett släkte av kräftdjur som beskrevs av A. J. Keij 1958. Phlyctocythere ingår i familjen Loxoconchidae.
Släktet innehåller bara arten Phlyctocythere fragilis.